# Jordi de Miguel
Jordi de Miguel (Barcelona, 1980) és un periodista català.
Escriu regularment en nombroses publicacions d’àmbit nacional i internacional com ara Crític, Público, Ara, La Directa, Altaïr Magazine i Panenka, entre d'altres. Ha sigut membre del col·lectiu periodístic Contrast, amb els quals ha realitzat diversos webdocs i documentals. Juntament amb la il·lustradora Andrea Lucio, és autor de la novel·la il·lustrada Homenatge a Catalunya (Rosa dels Vents, 2019), una adaptació gràfica del cèlebre assaig de George Orwell sobre la Guerra Civil espanyola.
El 2023 va publicar Històries de la Model, un còmic publicat per l'Ajuntament de Barcelona.

## Publicacions
- Homenatge a Catalunya (Rosa dels Vents, 2019)
- Històries de la Model (Ajuntament de Barcelona, 2023)